# U-Boot
U-Boot jest naziv za njemačke podmornice, a potječe od istoimene njemačke riječi U-Boot [ˈuːboːt] ( poslušaj) koja je pak kratica za Unterseeboot (podvodni brod) i odnosi se na njemačke vojne podmornice korištene u Prvom i Drugom svjetskom ratu. Iako bi u teoriji U-Bootovi mogli biti korisno oružje u floti protiv ratnih brodova neprijateljske ratne mornarice, u praksi je njihova najučinkovitija uloga u ekonomskom ratovanju (trgovinskim prepadima) gdje provode pomorsku blokadu protiv neprijateljskog brodovlja. Primarni ciljevi U-Bootova na bojištima u oba svjetska rata bili su trgovački konvoji koji su dopremali opskrbu iz Kanade, Britanskoga Carstva i Sjedinjenih Država na otoke Velike Britanije. Austrougarske podmornice u Prvome svjetskom ratu također su se nazivale U-Bootovima.
Razlika između U-Boota i podmornice postoji u nekoliko jezika pri čemu U-Boot označava isključivo njemačka plovila u svjetskim ratovima, dok ova razlika ne postoji u njemačkome jeziku u kojemu se pojam U-Boot rabi za svaku podmornicu.

## Vanjske poveznice
- uboat.net Sveobuhvatni referentni izvor informacija o U-Bootovima u 1. i 2. svjetskom ratu.
- uboat-bases.com Baze njemačkih U-Bootova u Drugom svjetskom ratu u Francuskoj: Brest, Lorient, St-Nazaire, La Rochelle, Bordeaux.
- ubootwaffe.net Sveobuhvatni referentni izvor informacija o njemačkim podmornicama u 2. svjetskom ratu.